# ملالوکا غول‌پیکر
ملالوکا غول‌پیکر (نام علمی: Melaleuca undulata) نام یک گونه از سرده پوست‌کاغذی است.